# Stradivarius Lady Tennant

Le Stradivarius Lady Tennant-Lafont est un violon ancien construit en 1699 par le luthier italien Stradivarius, un an avant le début de sa « période d'or ».
Le Lady Tennant a été possédé par le violoniste français du XIXe siècle, Charles Philippe Lafont, contemporain de Niccolò Paganini. Après la mort de Lafont, le violon a été acquis par le marchand de violons londonien W.E. Hill & Sons (en), qui l'a revendu à Sir Charles Clow Tennant. Cet homme d'affaires écossais a fait cadeau de ce violon à son épouse, Marguerite Agaranthe Miles Tennant, une violoniste amateur.
Le 22 avril 2005, le Lady Tennant a été acheté pour la somme de 2 032 000 $ chez Christie's à New York et a été confié au violoniste Liu Yang par la Stradivari Society of Chicago. En 2009, il a été confié au violoniste belge Yossif Ivanov.